# Алтын (шлем)
Бронешлем "Алтын"  (6Б6С) — советский бронешлем, созданный в НИИ Стали, принят на снабжение в 1991 году. Бронешлем "Алтын" создан на базе германо-швейцарского шлема фирмы Tig PSH-77.  

## Характеристики
Шлем обладает классом защиты БР-2, а забрало и бронестекло — БР-1
Материал корпуса шлема – 3-мм титановый сплав с арамидным подпором (от 15 до 30 слоев ткани ТСВМ-ДЖ), щитка – 3-мм титан.
Масса шлема с забралом — 4,1 кг.
Шлем оснащен радиогарнитурой для подключения к радиостанции «Ангстрем ОН или СН» или радиостанциям «STANDARD» (Япония, с 1996 г.).

## Модификации
- Шлем Tig PSH-77 – базовый образец, титановый (3-мм) с арамидным подпором (10 слоев арамидной ткани), оригинальное подтулейное устройство;

- Шлем Tig PSH-77 – базовый образец доработанный КГБ СССР для использования с радиостанцией «Ангстрем СН», корпус без арамидного подпора, подтулейное устройство с пенопластовым вкладышем, масса – 3,5 кг;

- Шлем 6Б6С – шлем (набор комплектующих для сборки шлема) "Алтын-Р1" производства НИИ Стали, 1991 г.

- Шлем 6Б6С-01 – шлем (набор комплектующих для сборки шлема) "Алтын-Р2М", 1996 г., щиток с широким бронестеклом, тканевая окантовка вместо резиновой, обеспечивается подключение к радиостанциям «STANDARD» (Япония, с 1996 г.) – один динамик, внутренняя штанга с микрофоном.

- Шлем 6Б6С-02 - шлем (набор комплектующих для сборки шлема), 1997 г., корпус из 4-мм титанового сплава с арамидным подпором из 10 слоев ткани ТСВМ-ДЖ, «горбатый» щиток, шлем укомплектован чехлом из авизента, масса шлема– 4,1-4,5 кг.

- Шлем 6Б6-3 – шлем без радиофикации;

- Шлем К6-3 – коммерческая версия шлема 6Б6-3;

- Шлем К6-3А – коммерческая версия шлема 6Б6-3 с корпусом из алюминиевого сплава.

## Войны и конфликты
- Первая чеченская война
- Вторая чеченская война
- Террористический акт в Беслане